# Geocharis macrostemon
Geocharis macrostemon là một loài thực vật có hoa trong họ Gừng. Loài này được (K.Schum.) Holttum mô tả khoa học đầu tiên năm 1950.